# ملئاگروس

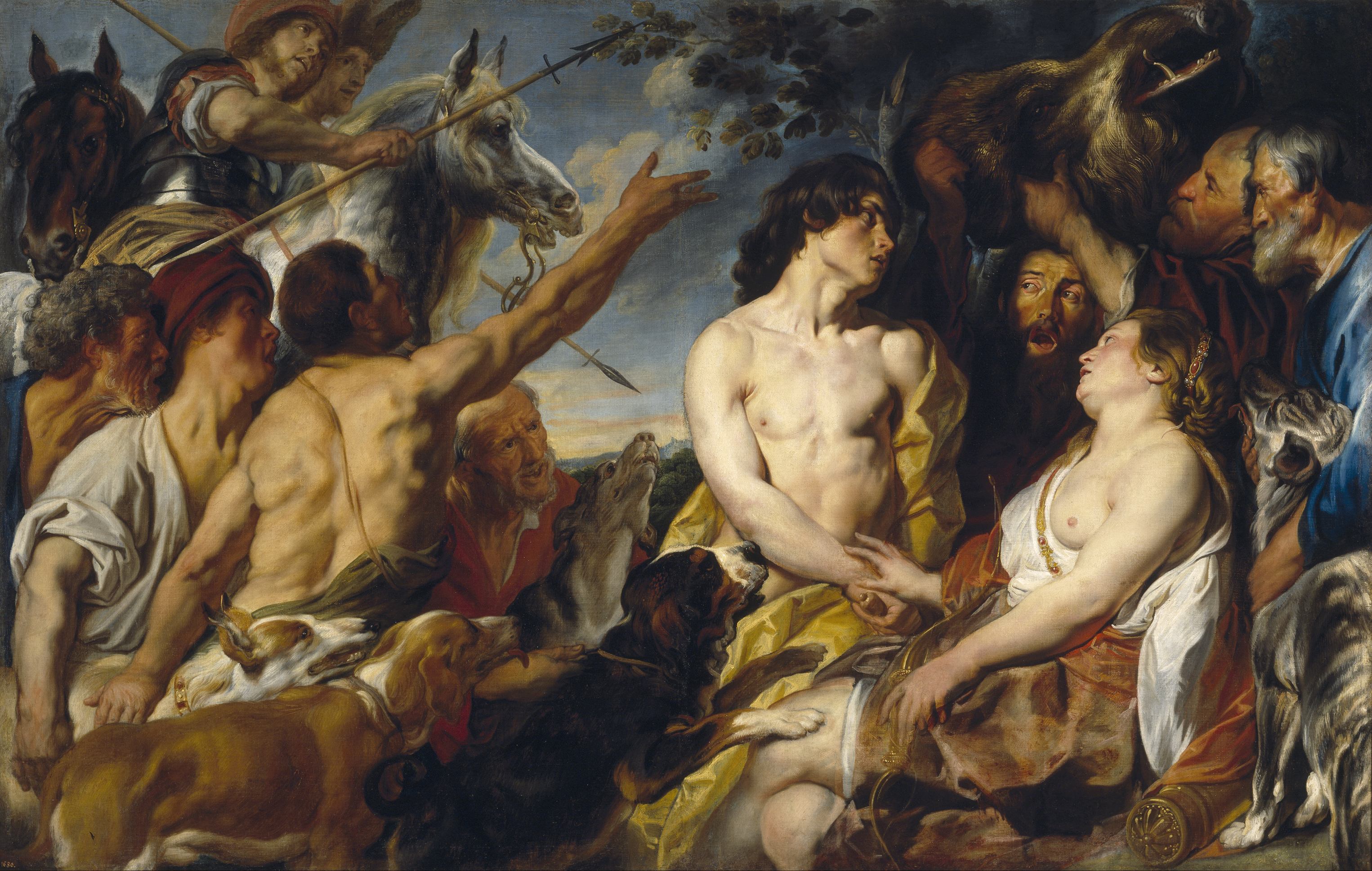
ملئاگروس و آتالانته

ملئاگروس یا ملیئاگر (به یونانی: Meléagros Μελέαγρος، به انگلیسی: Meleager) در اساطیر یونان فرزند اوینئوس و آلتائیا، شاه و ملکهٔ کالیدون بود. وقتی او به دنیا آمد، سه الهه سرنوشت «Moirae» به مادر او آگاهی دادند ملئاگروس تا زمانی که زغال داغ در درون آتشدان باقی بماند، زنده خواهد ماند. آلتائیا زغال را از درون آتش ربود و آن را در جای امنی نگاه داشت. ملئاگروس به جنگجویی نیرومند تبدیل شد که شکست ناپذیر به نظر می‌رسید، او با کلئوپاترا، دختره ایداس ازدواج کرد.
هنگامی که گراز کالیدونیان به ویرانی شهر می‌پرداخت، پدرش او را رهبر گروه پهلوانانی که برای شکار گراز آمده بودند نمود. با وجود ازدواج با کلئوپاترا، ملئاگروس عاشق آتالانته، تنها زن در میان گروه شکار شده بود. در هنگام شکار دو سانتور به نام‌های «Hylaeus and Rhaecus» سعی کردند به آتالانته تجاوز کنند، اما ملئاگروس آن‌ها را کشت. او بسیار خشنود بود که آتالانته ابتدا گراز را زخمی کرده بود و سپس او توانسته بود گراز را بکشد، از آنجایی که آتالانته اولین نفری بود که خون او را ریخته بود، پوست گراز را به او تقدیم کرد. اگرچه دایی‌های ملئاگروس، پلکسیپوس و توکسئوس، با دادن جایزه به یک زن مخالف بودند و سعی داشتند پوست را از آن خود کنند. ملئاگروس با آن‌ها جنگید و آنان را کشت.
آلتائیا بمحض شنیدن کشته شدن برادرانش، نصفی از زغال باقی مانده را که پنهان کرده بود در داخل آتش انداخت. ملئاگروس از شدت درد به خود می‌پیچید و سرانجام هنگامی که زغال به خاکستر تبدیل شد مرد.

## نگارخانه

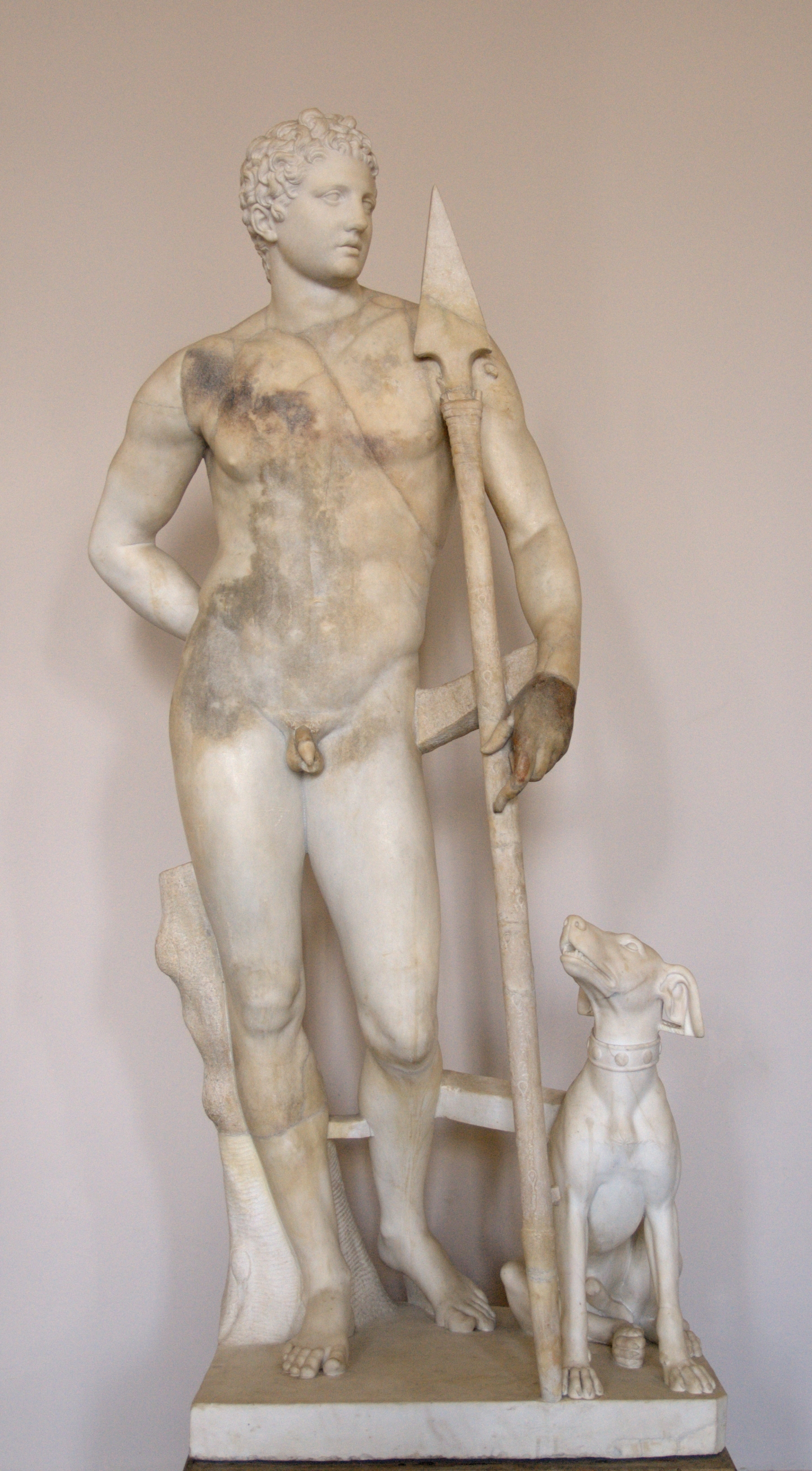
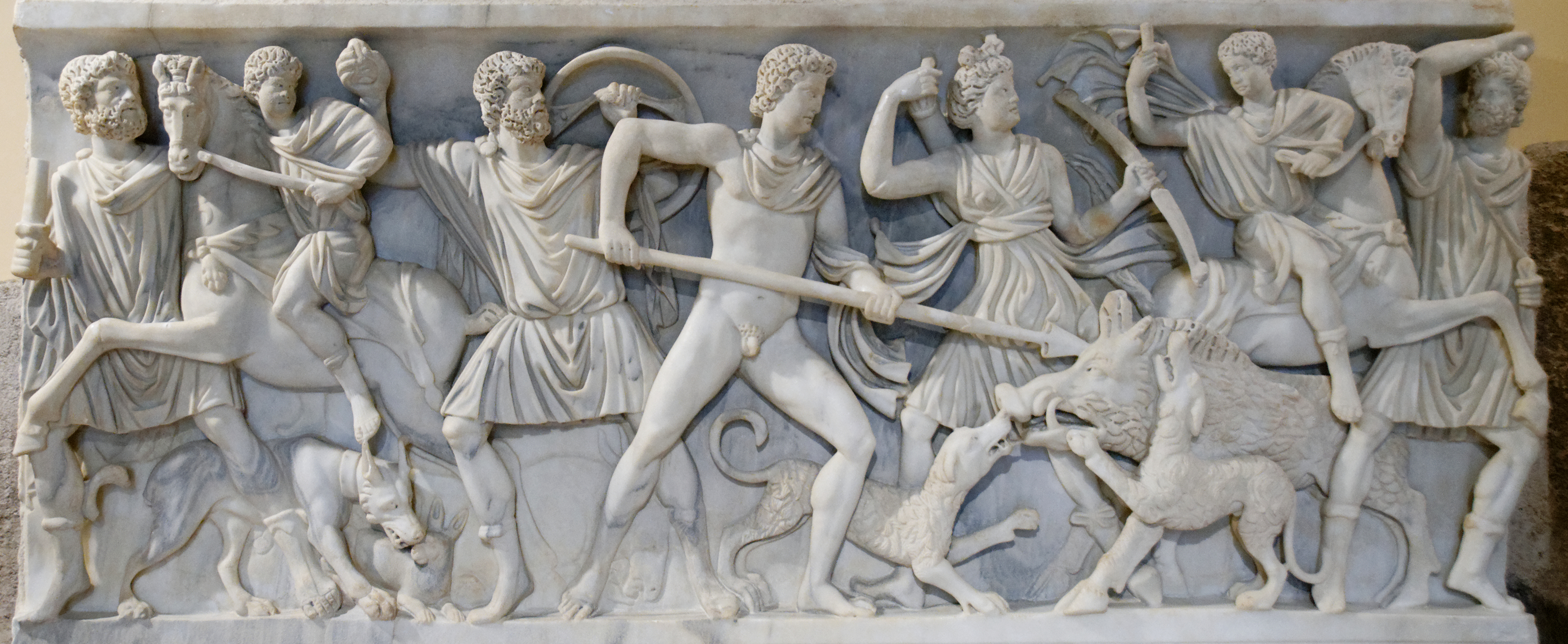